# Sajjad Mehrabi
Sajjad Mehrabi (21 marzo 1986) è un pugile iraniano. Mehrabi è il vincitore della lotta con Francis Cheka e Mashali e finora ha vinto l'80% dei suoi incontri.

## Vita professionale
Pensava che all'età di 15 anni avesse vinto la prima medaglia per adulti del paese nel kickboxing. Un'altra cosa per lui era che chi diventava campione del club andava da lui in ogni città della provincia. Tramite uno dei suoi amici, è andato al club di boxe nella città di Borujerd, dove uno dei membri di questo club aveva appena vinto il campione di boxe dell'Iran, e come al solito, è andato in quel club per chiedere un combattimento e ha combattuto con questa persona.

## Palmarès
- Campionati asiatici

Amman 2013: bronzo nei pesi medi.
Bangkok 2015: bronzo nei pesi medi.